# Блокланд, Рогир
Рохир Блокланд (нидерл. Rogier Philip Charles Eduard Blokland, род. 16 февраля 1971, Дордрехт) — нидерландский учёный-лингвист; с 2014 года — профессор финно-угорских языков в Уппсальском университете.

## Жизнь и научная деятельность
Блокланд учился в университете Гронингена, который он окончил в 1997 году со степенью магистра. В 2005 году он защитил кандидатскую диссертацию у Корнелиуса Хассельблатта. После учёбы Блокланд работал доцентом, приглашенным доцентом, а также научным сотрудником в различных университетах — Таллинский университет, Тартуский университет, Грайфсвальдский университет и Берлинский университет имени Гумбольдта.
С 2005 по 2006 год — временный профессор на кафедре финно-угроведения в Гронингене (руководитель кафедры — Корнелиус Хассельблатт), с 2009 по 2010 год — временный профессор на кафедре финно-угроведения Гамбургского университета (на которой до своей смерти в 2007 году работал знаменитый Евгений Хелимский). В 2011 году Блокланд занял должность доцента кафедры финно-угроведения Мюнхенского университета Людвига-Максимилиана (руководитель кафедры — Елена Скрибник).
В 2014 году Рогир Блокланд был назначен профессором финно-угорских языков на кафедре финно-угроведения в институте современных иностранных языков Уппсальского университета, сменив на этой должности Ларса-Гуннара Ларссона.
Основными направлениями исследований Блокланда являются прибалтийско-финские языки, а также пермские и саамские языки. Особое внимание он уделяет контактной лингвистике и языковой документации, вымирающим и малым языкам.

## Основные публикации
Monographie
- 2009 The Russian loanwords in literary Estonian. Wiesbaden

Herausgaben
- 2007 Language and Identity in the Finno-Ugric World. Maastricht (zusammen mit Cornelius Hasselblatt)
- 2002 Finno-Ugrians and Indo-Europeans: Linguistic and Literary Contacts. Maastricht (zusammen mit Cornelius Hasselblatt)

Artikel
- 2012 Borrowed pronouns: evidence from Uralic. Finnisch-ugrische Mitteilungen 35: 1-35.
- 2011 Komi-Saami-Russian contacts on the Kola Peninsula. Language Contact in Times of Globalization, hrsg. von Cornelius Hasselblatt, Peter Houtzagers & Remco van Pareren. Amsterdam & New York. 5-26 (zusammen mit Michael Rießler)
- 2010 Vene mõju eesti keeles. Keele rajad. Pühendusteos professor Helle Metslangi 60. sünnipäevaks, hrsg. von Ilona Tragel. Tartu. 35-54 (zusammen mit Petar Kehayov)
- 2003 The endangered Uralic languages. Language Death and Language Maintenance. Theoretical, practical and descriptive approaches, hrsg. von Mark Janse & Sijmen Tol. Amsterdam. 107—141 (zusammen mit Cornelius Hasselblatt)
- 2002 Phonotactics and Estonian etymology. Finno-Ugrians and Indo-Europeans. Linguistic and Literary Contacts, hrsg. von Rogier Blokland & Cornelius Hasselblatt. Maastricht. 46-50.
- 2000 Allative, genitive and partitive. On the dative in Old Finnish. Congressus Nonus Internationalis Fenno-Ugristarum IV. Tartu. 421—431 (zusammen mit Nobufumi Inaba)